# کل کیرک کریستیانسن
کِل کیرک کریستیانسن، (به دانمارکی: Kjeld Kirk Kristiansen) (زاده ۲۷ دسامبر ۱۹۴۷) کارآفرین، بازرگان و مدیر ارشد اجرایی دانمارکی است، که در حال حاضر به‌عنوان رئیس هیئت مدیره گروه لگو فعالیت می‌نماید.
وی که نوه بنیانگذار لگو؛ اوله کیرک کریستیانسن می‌باشد، در فاصله سال‌های ۱۹۹۵ تا ۲۰۰۴ ریاست گروه لگو را در اختیار داشت. کریستیانسن در سال ۲۰۱۳ با دارایی خالص ۱۰٫۲ میلیارد دلار، از سوی مجله فوربز، بعنوان ثروتمندترین فرد دانمارک شناخته شد. وی همچنین در همین سال (۲۰۱۳) رتبه ۱۱۹ از فهرست ثروتمندترین افراد جهان را به خود اختصاص داد.